# Dircenna dero
Dircenna dero is een vlinder uit de familie Nymphalidae. De wetenschappelijke naam van de soort is voor het eerst geldig gepubliceerd in 1823 door Jacob Hübner.

## Kenmerken
De spanwijdte bedraagt ongeveer 7 tot 7,5 cm.

## Leefwijze
Beide geslachten bezoeken de bloemen van de geslachten inga, psychotria en lantana. Rottende planten, zoals senecio worden door het mannetje gebruikt om alkaloïden op te nemen, dat bedoeld is om feromonen te produceren.

## Verspreiding en leefgebied
Deze vlindersoort komt voor in de bossen van Mexico tot Brazilië van zeeniveau tot 1000 meter hoogte langs riviertjes .

## De rups en zijn waardplanten
De waardplant is Solanum ochraceoferrugineum uit de familie Nymphalidae.